# NordWestBahn
De NordWestBahn GmbH (afgekort: NWB) is een private spoorwegonderneming die sinds het 2000 meerdere hoofd- en zijlijnen in Noordwest- en West-Duitsland bedient. In totaal exploiteert de NordWestBahn 21 treindiensten. De aandelen van NordWestBahn GmbH zijn voor 64% in handen van Transdev GmbH, Berlijn, voor 26% van Stadtwerke Osnabrück AG en voor 10% van Verkehr und Wasser GmbH (VWG) Oldenburg. Het hoofdkantoor is gevestigd in Osnabrück.
Tot eind 2017 trekken de Stadtwerke Osnabrück en de VWG zich terug uit de onderneming. De reden die hiervoor wordt gegeven is dat de toenemende uitbreidingen van NordWestBahn volgens Europese regelgeving niet meer verenigbaar zijn met de kernactiviteiten van de twee nutsbedrijven. De aandelen worden tot 2017 overgedragen aan Transdev, waardoor de maatschappij volledig in handen komt van Transdev. Hiervoor werd in 2016 al een nieuw logo onthuld met de toevoeging van het moederbedrijf.

## Trajecten

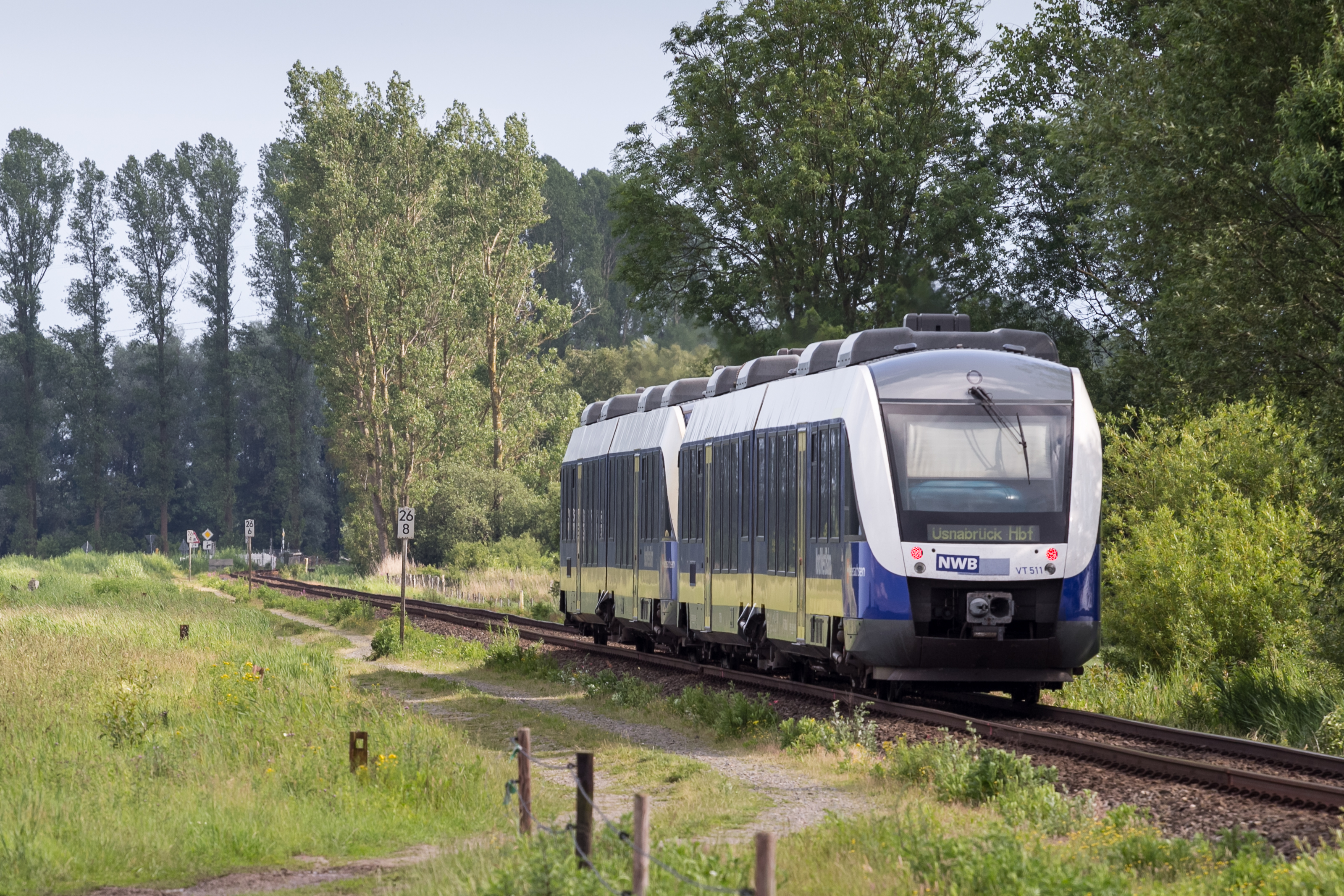
De LINT 41 van NWB ten zuiden van Varel (2011)

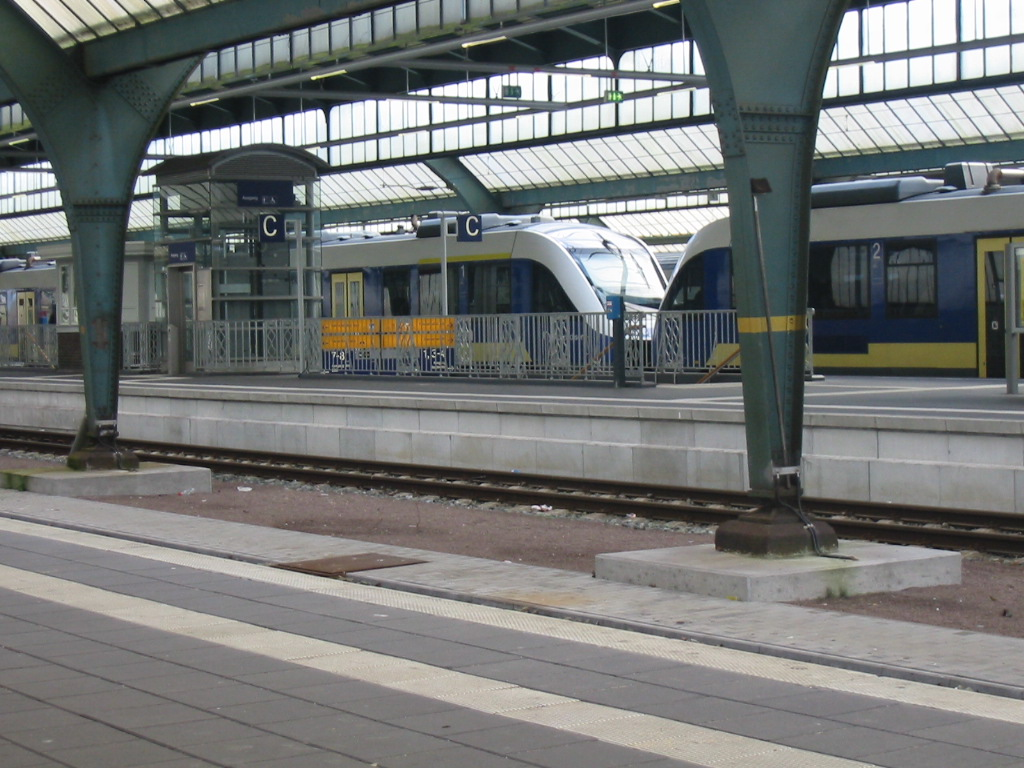
Twee treinen van NWB in Oldenburg Hbf (2006)

Netwerk van de NWB in 2016

| Lijnnummer | Naam              | Route                                                                          | Concessie                         | Looptijd                      |
| ---------- | ----------------- | ------------------------------------------------------------------------------ | --------------------------------- | ----------------------------- |
| RE 18      |                   | Wilhelmshaven Hbf - Oldenburg (Oldb) Hbf - Osnabrück Hbf                       | Weser-Ems                         | november 2000 - december 2026 |
| RE 19      |                   | Wilhelmshaven Hbf - Oldenburg (Oldb) Hbf - Bremen Hbf                          | Weser-Ems                         | december 2003 - december 2026 |
| RB 58      |                   | Bremen Hbf - Delmenhorst - Vechta - Osnabrück Hbf                              | Weser-Ems                         | november 2000 - december 2026 |
| RB 59      |                   | Wilhelmshaven Hbf - Jever - Wittmund - Esens                                   | Weser-Ems                         | november 2000 - december 2026 |
| RS 1       |                   | Bremen-Farge - Bremen Hbf - Verden                                             | Regio-S-Bahn Bremen/Niedersachsen | december 2011 - december 2021 |
| RS 2       |                   | Bremerhaven-Lehe - Bremerhaven Hbf - Bremen Hbf - Twistringen                  | Regio-S-Bahn Bremen/Niedersachsen | december 2010 - december 2021 |
| RS 3       |                   | Bremen Hbf - Oldenburg (Oldb) Hbf - Bad Zwischenahn                            | Regio-S-Bahn Bremen/Niedersachsen | december 2010 - december 2021 |
| RS 4       |                   | Bremen Hbf - Nordenham                                                         | Regio-S-Bahn Bremen/Niedersachsen | december 2010 - december 2021 |
| RB 77      | Weser-Bahn        | Hildesheim Hbf - Hameln - Löhne - Bünde                                        | Weser-/Lammetalbahn               | december 2011 - december 2021 |
| RB 79      | Lammetalbahn      | Hildesheim Hbf - Bodenburg                                                     | Weser-/Lammetalbahn               | december 2011 - december 2021 |
| RB 74      | Senne-Bahn        | Bielefeld Hbf - Hövelhof - Paderborn Hbf                                       | Dieselnetz Ostwestfalen           | december 2003 - december 2025 |
| RB 75      | Haller Willem     | Bielefeld Hbf - Halle (Westf) - Station Dissen-Bad Rothenfelde - Osnabrück Hbf | Dieselnetz Ostwestfalen           | december 2003 - december 2025 |
| RB 84      | Egge-Bahn         | Paderborn Hbf - Ottbergen - Holzminden - Kreiensen                             | Dieselnetz Ostwestfalen           | december 2003 - december 2025 |
| RB 85      | Oberweserbahn     | Ottbergen - Bodenfelde - Göttingen                                             | Dieselnetz Ostwestfalen           | december 2013 - december 2025 |
| RE 14      | Der Borkener      | Borken - Dorsten - Bottrop Hbf - Essen Hbf                                     | Emscher-Münsterland-Netz          | december 2006 - december 2018 |
| RB 45      | Der Coesfelder    | Coesfeld - Dorsten                                                             | Emscher-Münsterland-Netz          | december 2006 - december 2018 |
| RE 10      | Niers-Express     | Düsseldorf Hbf - Krefeld Hbf - Geldern - Kleve                                 | Niers-Rhein-Emscher-Netz          | december 2009 - december 2025 |
| RB 31      | Der Niederrheiner | Xanten - Moers - Duisburg Hbf                                                  | Niers-Rhein-Emscher-Netz          | december 2009 - december 2025 |
| RB 36      | Ruhrort-Bahn      | Duisburg-Ruhrort - Oberhausen Hbf                                              | Niers-Rhein-Emscher-Netz          | december 2010 - december 2025 |
| RB 44      | Der Dorstener     | Oberhausen Hbf - Bottrop Hbf - Dorsten                                         | Niers-Rhein-Emscher-Netz          | december 2010 - december 2025 |

## Concessies

### Weser-Ems (WE)
Sinds 5 november 2000 exploiteert de NordWestBahn in opdracht van de Landesnahverkehrsgesellschaft Niedersachsen (LNVG) het Weser-Ems-Netz in Nedersaksen. De concessie werd in 2014 tot 2026 verlegd.

### Dieselnetz Ostwestfalen (OWL)
Sinds december 2013 exploiteert de NordWestBahn in opdracht van de Zweckverband Nahverkehr Westfalen-Lippe, de Nordhessische Verkehrsverbundes en de LNVG het Dieselnetz Ostwestfalen. Deze werd voor een looptijd van twaalf jaar uitgeschreven in twee percelen. Het perceel zuid werd gewonnen door NordWestBahn, het perceel noord ging naar eurobahn.
Het dieselnet omvat onder andere het tussen 2003 en 2013 door NordWestBahn geëxploiteerde Ems-Senne-Weser-Netz met de lijnen RB 67, RB 74, RB 75, RE 82 en RB 85. De lijnen RB 67 en RE 82 zijn onderdeel van het perceel noord en wordt door de eurobahn geëxploiteerd.
De lijn RB 84 (Paderborn - Holzminden) werd aan het begin van de concessie naar Kreiensen verlegd en verving tussen Holzminden en Kreiensen de Regionalbahn van DB Regio. Op de lijn RB 85 (Ottbergen - Göttingen) rijdt de NordWestBahn op werkdagen elk uur. Nadat de infrastructuur aangepast was, werden de RB 84 en RB 85 aan elkaar gekoppeld, zodat ook de RB 85 naar Paderborn door kan rijden.

### Emscher-Münsterland-Netz (EM)
Sinds de nieuwe dienstregeling van 2007 rijdt de NordWestBahn in opdracht van de Verkehrsverbund Rhein-Ruhr (VRR) en de Zweckverband SPNV Münsterland (ZVM) de lijnen in de concessie Emscher-Münsterland-Netz.

### Niers-Rhein-Emscher-Netz (NRE)
De VRR maakte op 21 januari 2008 bekend dat na een Europese aanbesteding de NordWestBahn de concessie op het Niers-Rhein-Emscher-Netz had gewonnen. Hierbij werden 28 treinstellen van het type LINT 41H beschikbaar gesteld.

### Regio-S-Bahn Bremen/Niedersachsen (RSBN)

Logo van de Regio-S-Bahn

De NordWestBahn had in maart 2008 de aanbesteding van de Regio-S-Bahn Bremen/Niedersachsen gewonnen. Tegen de toewijzing van deze concessie aan NordWestBahn ging DB Regio in beroep. DB Regio had zonder succes aan de aanbesteding meegedaan. Ze waren van plan, in kader van een nieuwe aanbestedingsprocedure, om met DB Heidekrautbahn aan te bieden. Tijdens de procedure voor de rechtbank in Celle trok DB Regio zijn bod terug. De aanbesteding van de Regio-S-Bahn aan NordWestBahn werd in juli 2008 definitief. Voor de exploitatie gebruikt NordWestBahn treinstellen van het type Coradia Continental.

### Weser-/Lammetalbahn (WLB)
Sinds 11 december 2011 exploiteert de NordWestBahn de Weser-/Lammetalbahn. Hiervoor werd de concessie geëxploiteerd door de eurobahn.

## Materieel

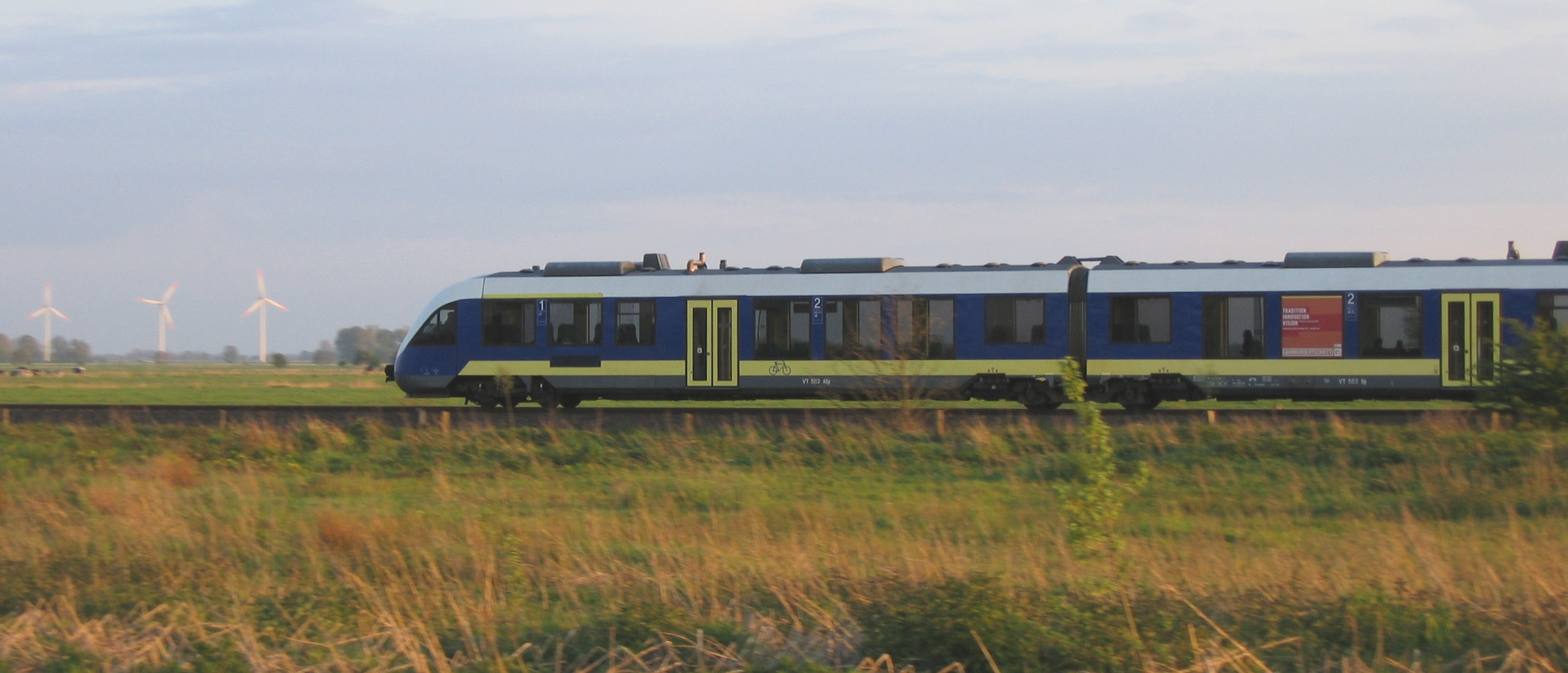
LINT 41 van de NordWestBahn op weg naar Sande, nabij Schortens (2005)

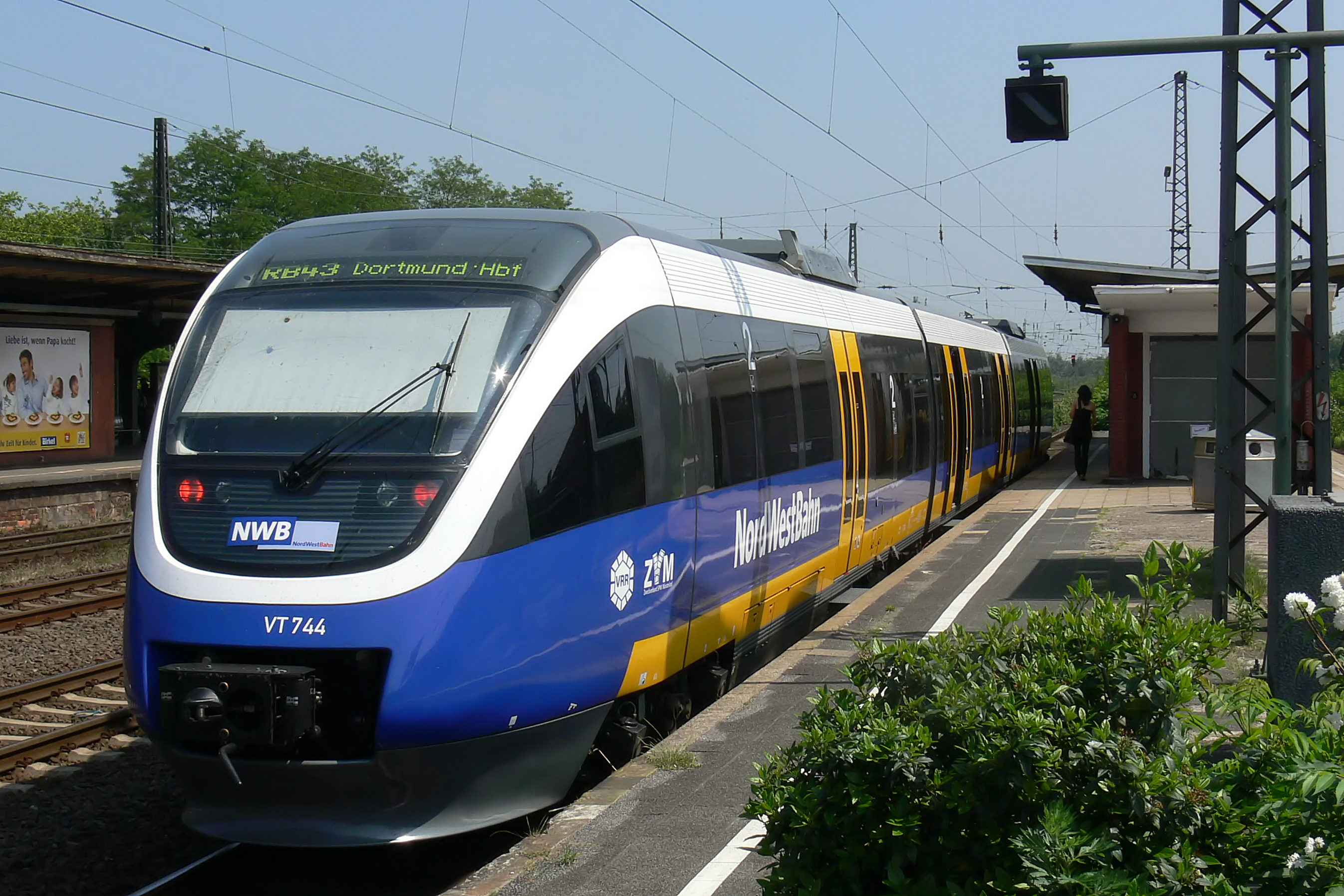
Talent VT 744 in Herne op weg naar Dortmund Hbf (2007)

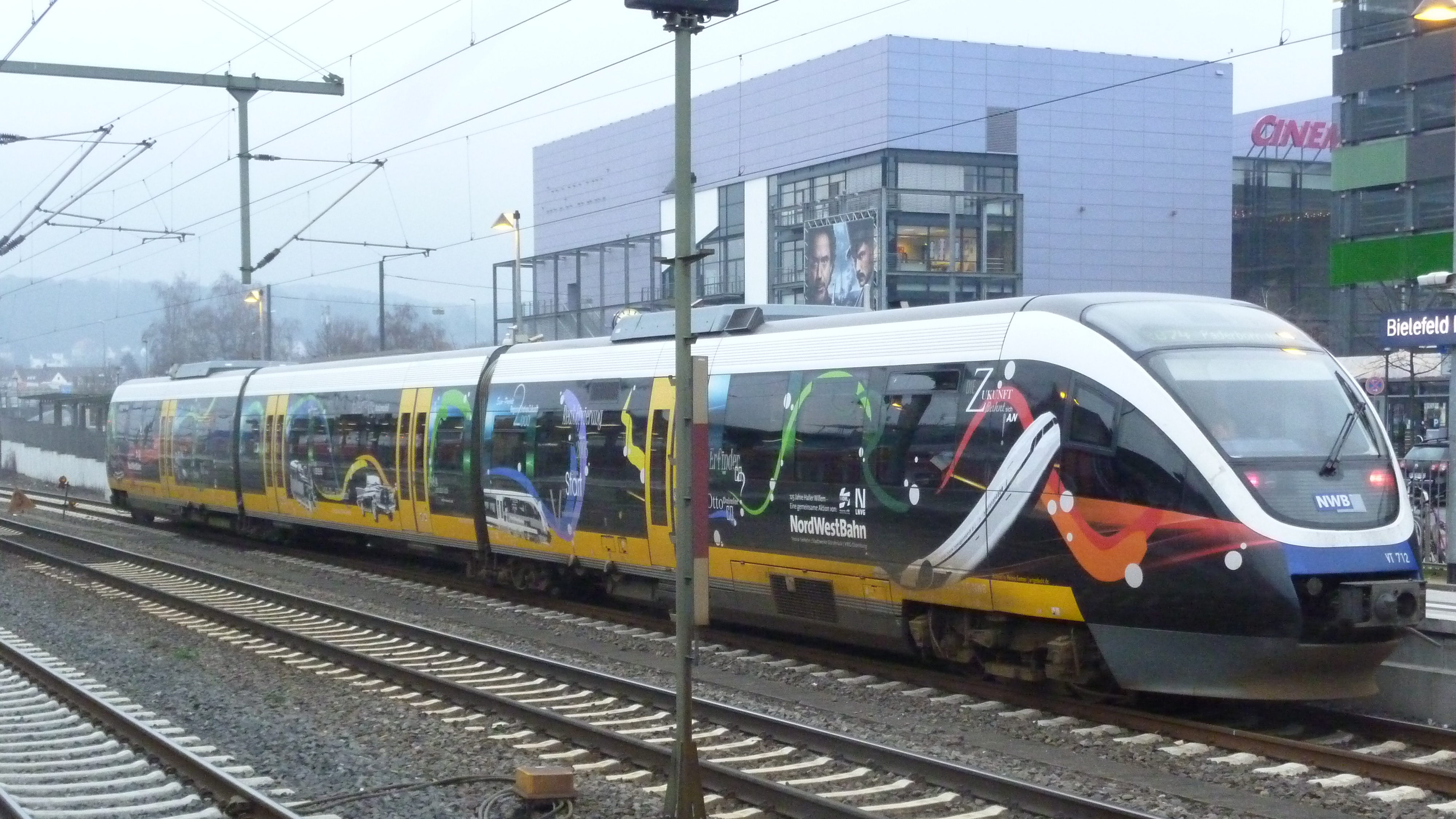
Talent VT 712 met de bijzondere bestickering "Haller Willem" in Bielefeld Hbf (2012)

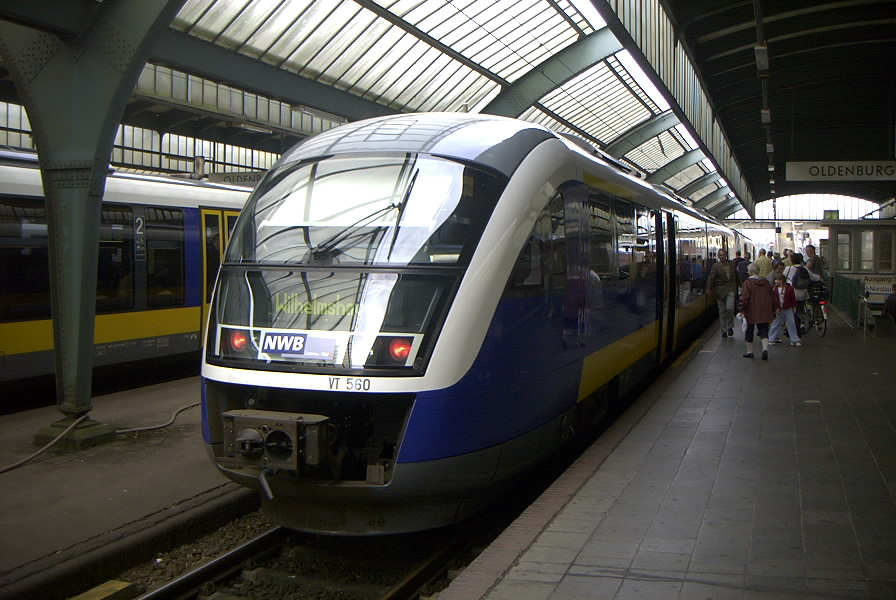
Desiro VT 560 op weg naar Wilhelmshaven in Oldenburg Hbf. Deze treinstellen worden niet meer door de NordWestBahn gebruikt (2003)

Voor de concessies Weser-Ems-Netz en Weser-/Lammetalbahn zet de NordWestBahn treinstellen van het type LINT 41 in, die uit de materieelpool van de LNVG worden gehuurd. Ook voor de concesse Niers-Rhein-Emscher-Netz worden LINT 41-treinstellen gebruikt. Bij de NordWestBahn rijdt de LINT 41 onder de serie NWB VT 500, op enig moment reden er 90 voor de NordWestBahn.
Verder zijn er 43 treinstellen van het type Talent, overwegend driedelig, die worden ingezet in de concessies Emscher-Münsterland-Netz en Dieselnetz Ostwestfalen. Een groot deel van de Talent-treinstellen worden geleaset van Alpha Trains. Zij rijden bij de NordWestBahn onder de serie NWB VT 700.
Voor de exploitatie van de Regio-S-Bahn Bremen/Niedersachsen heeft de NordWestBahn 18 drie- en 17 vijfdelige treinstellen van het type Coradia Continental aangeschaft. Deze beschikken over stopcontacten bij de zitplaatsen en een familieafdeling in elke treinstel. Ze rijden onder de serie NWB ET 440.
Doordat in augustus 2010 drie LINT-treinstellen beschadigd raakten, werden onder andere bij DB Regio Talent-treinstellen gehuurd. Deze werden begin 2011 vervangen door gehuurde Regio-Shuttle RS 1 van Agilis. De Regio-Shuttle werd tot eind mei 2011 gehuurd en keerde vervolgens weer terug naar Agilis.
Vanaf 2001 zette de NordWestBahn voor enkele jaren treinstellen van het type Desiro Classic in op de spoorlijn Oldenburg - Wilhelmshaven. In 2009 werden deze treinstellen ook kortstondig ingezet op de spoorlijn Dortmund - Dorsten.

## Onderhoudscentra

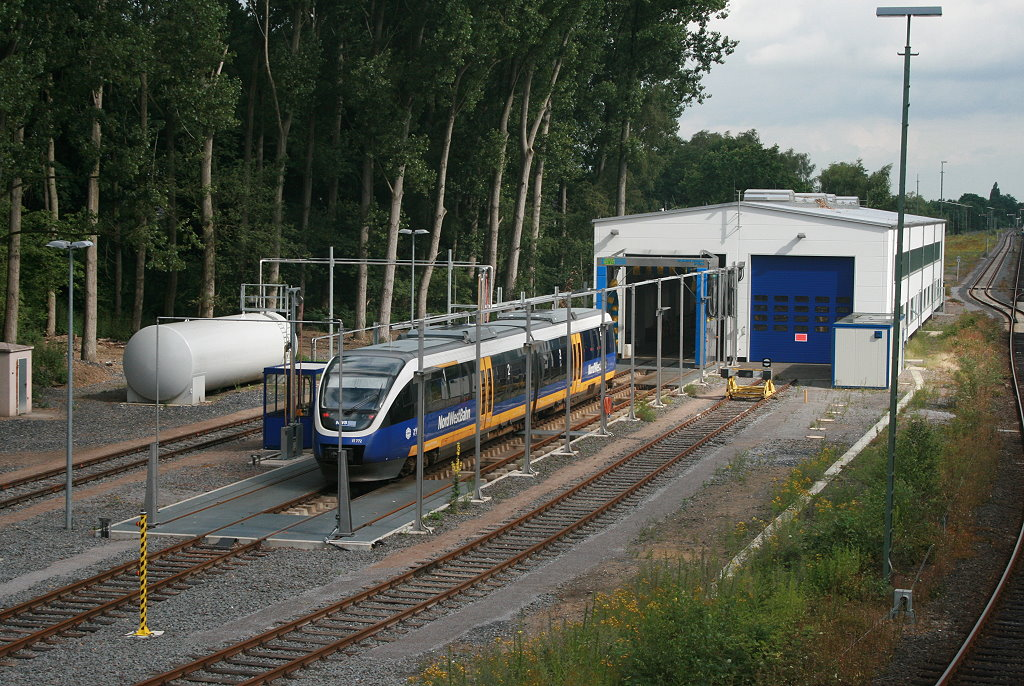
Onderhoudscentrum in Dorsten (2008)

Voor de onderhoud van de treinstellen uit de concessies Weser-Ems-Netz en Dieselnetz Ostwestfalen heeft de NordWestBahn een eigen onderhoudscentrum in Osnabrück Hafen. Daarnaast zijn er vijf opstelsporen, een wasstraat evenals een tankplaat.
Een ander onderhoudscentrum van NordWestBahn werd in 2007 geopend in Dorsten. Hier worden de treinen onderhouden uit de concessie Emscher-Münsterland-Netz. Voor het onderhoud van treinstellen uit de concessie Niers-Rhein-Emscher-Netz wordt de werkplaats van het zusterbedrijf Rheinisch-Bergische Eisenbahn-Gesellschaft in Mettmann gebruikt, waarbij de NordWestBahn een deel van de ruimte huurt.
Het onderhoudscentrum voor de Regio-S-Bahn bevindt zich in Bremerhaven. Het gebouw beschikt over twee sporen met bovenleiding. De naastgelegen werkplaats heeft ook een wasstraat.

## Klantencentra
NordWestBahn heeft twee eigen klantencentra in Osnabrück Hauptbahnhof en Bremen Hauptbahnhof. In een coöperatie met regionale partners heeft NordWestBahn ook klantencentra in Dorsten (servicekiosk op het station), in Oldenburg (klantencentrum van de VWG en op het centrale busstation), in Bremerhaven (BremerhavenBus-klantencentrum op het Hauptbahnhof) evenals in de stationsgebouwen van de stations Bad Salzdetfurth, Holzminden en Vechta ("Reise-Treff").